# Gué-d'Hossus
Gué-d'Hossus è un comune francese di 520 abitanti situato nel dipartimento delle Ardenne nella regione del Grand Est.

## Società

### Evoluzione demografica
Abitanti censiti